# Фейт Леон
Фейт Леон (на английски: Faith Leon) е артистичен псевдоним на американската порно актриса Мелиса Мартинес (Melissa Martinez), родена на 20 март 1985 г. в град Уейнсвил, щата Северна Каролина, САЩ.

## Награди
Носителка на награди
- 2010 AVN награда – най-добра секс сцена само с момичета.[3]

Номинации за награди
- 2007 AVN награда – най-добра секс сцена с трима актьори.[4]
- 2007 AVN награда – най-добра групова секс сцена (видео).[4]
- 2008 AVN награда – най-непопулярна звезда на годината.[3]
- 2008 AVN награда – най-добра секс сцена само с момичета (филм).[3]
- 2008 AVN награда – най-добра секс сцена с двама актьори.[3]
- 2009 AVN награда – най-добра групова секс сцена.[5]